# George Clausen
Sir George Clausen RA (* 18. April 1852 in London; † 22. November 1944 in Cold Ash, Newbury (Berkshire)) war ein britischer Landschaftsmaler und Grafiker, der stark vom Impressionismus beeinflusst war. 

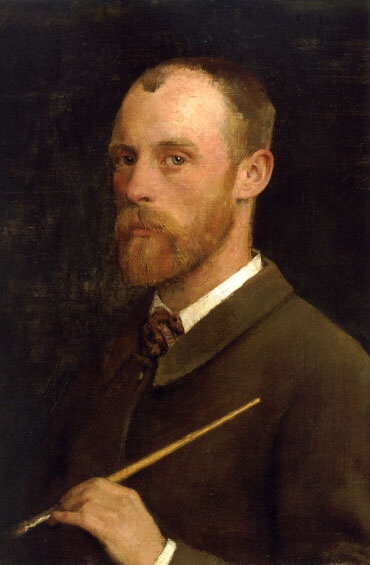
Selbstporträt des Künstlers

## Leben
Clausen war der Sohn eines dänischen Künstlers und einer schottischen Mutter. 1867–1873 besuchte er erfolgreich Zeichenklassen an der South Kensington School und arbeitete danach im Studio von Edwin Long und anschließend in Paris bei William-Adolphe Bouguereau, einem Vertreter des Akademismus, und dem romantischen Historienmaler Joseph Nicolas Robert-Fleury.
Unter dem Einfluss des Impressionismus entwickelte sich Clausen vom Naturalismus – zu den von ihm bewunderten Naturalisten gehörte Jules Bastien-Lepage – zu einem modernen Landschaftsmaler, der immer wieder das bäuerliche Leben, aber auch Porträts und „leere“ Landschaften malte. Mit den Impressionisten teilte er die Auffassung, dass das Licht der eigentliche Gegenstand der Landschaftsmalerei ist. Besonders sticht seine Darstellung der Dinge und Menschen unter dem Einfluss sonniger Lichtflecken und Schatten hervor. 1895 wurde er assoziiertes Mitglied der Royal Academy of Arts, 1906 deren Vollmitglied (RA). Als akademischer Lehrer der Akademie von 1904 bis 1906 veröffentlichte er mehrere Vorlesungen.
Während des Ersten Weltkriegs war Clausen offizieller britischer Kriegskünstler (war artist). In diesem Kontext entstandene Bilder wirken objektiv und nüchtern. Youth mourning (Trauernde Jugend, 1916) entstand unter dem Eindruck des Todes des Verlobten von Clausens Tochter im Krieg.
Clausen war seit 1886 Mitglied des New English Art Club, der der akademischen Malerei kritisch gegenüberstand. 1921 gehörte er auch zu den ersten Mitgliedern der Society of Graphic Art.

## Werke (Auswahl)

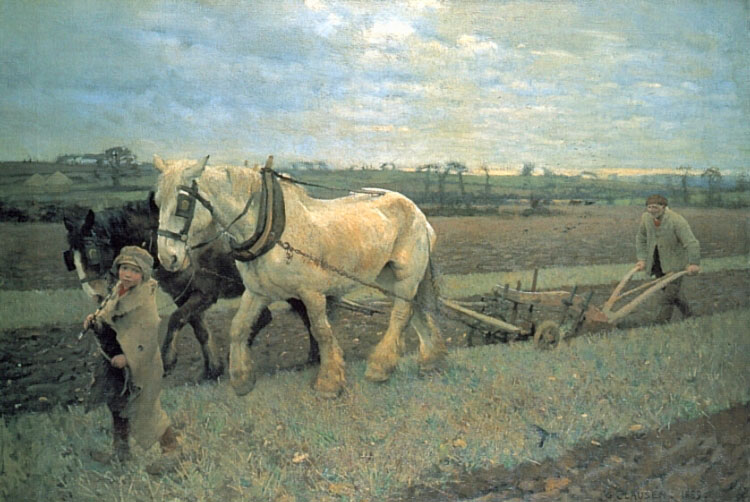
Ploughing („Pflügen“), 1889

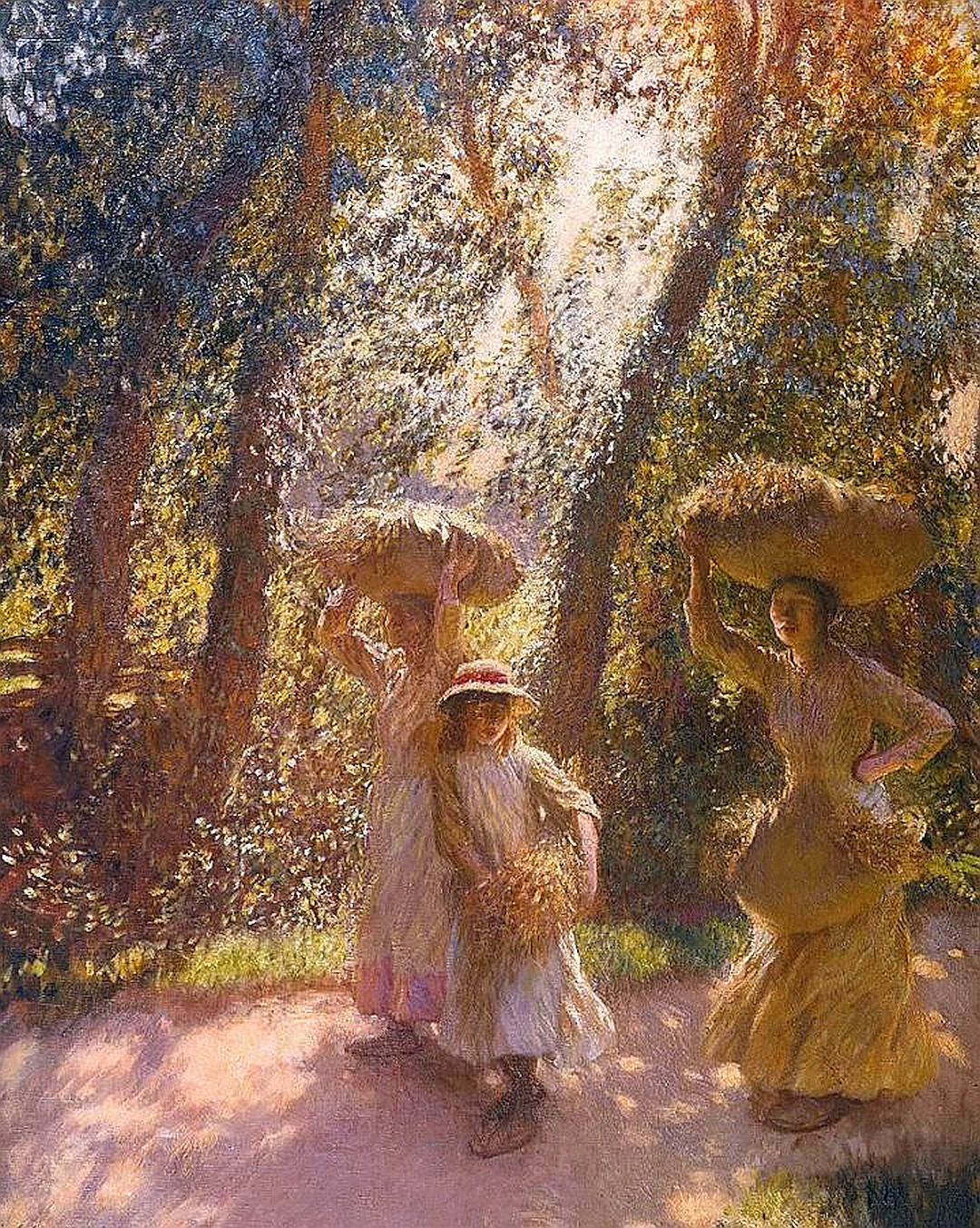
The Gleaners Returning („Die Ährenleser kehren zurück“), 1908

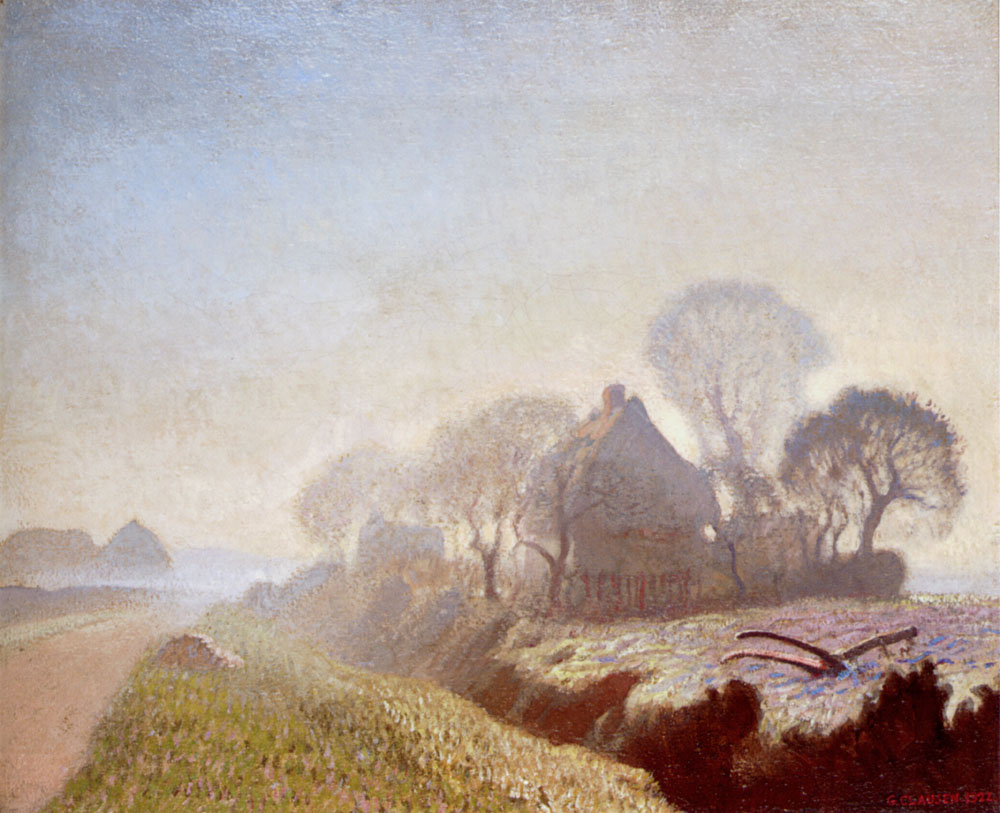
Morning in November, 1922

Clausen war nicht nur als Maler tätig, sondern schuf auch Aquarelle, Radierungen, Mezzotinto-Tiefdrucke, Kreideskizzen, Raumdekorationen und gelegentlich Lithographien. 
Ölgemälde
- The Stone Pickers (1887, Laing Art Gallery)
- Ploughing (1889)
- Girl at the Gate (1889, Tate Gallery)[2]
- Schoolgirls (1880, Yale Center for British Art)
- Brown eyes (1891)
- A Gleaner (1901)
- Gleaners Coming Home (1904, Tate Gallery)[3]
- The Gleaners Returning, 1908
- Youth mourning (1916, Imperial War Museum)
- Gun Factory at Woolwich Arsenal (1919, Imperial War Museum)
- Morning in November (1922)

Lithographien
- Zyklus The Great War, darunter Turning Guns (Kanonenrohr auf der Drehbank, 1917/18, Tate Gallery)[4]

Schriften
- Six Lectures on Painting (1904)
- Aims and Ideals in Art (1906)

## Literatur

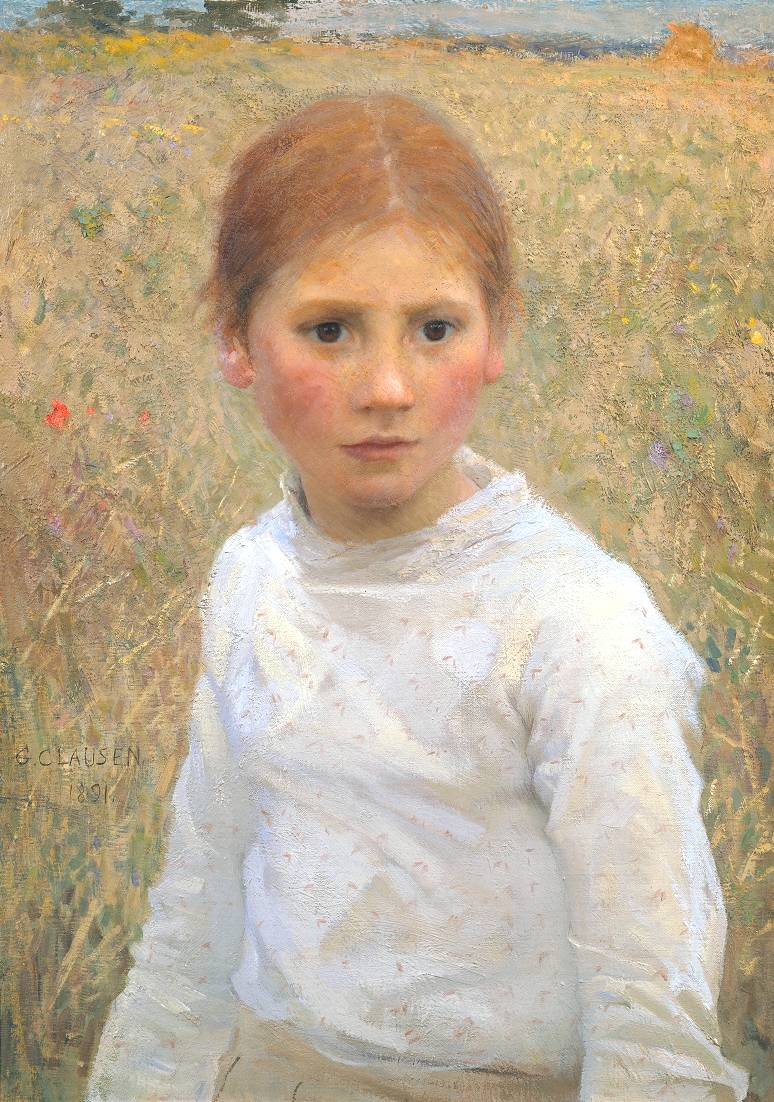
Brown eyes, 1891